# Прилетала сова
«Прилетала сова» (азерб. Bayquş gələndə...) — советская драма с элементами детского фильма 1978 года производства киностудии Азербайджанфильм. Последняя роль Исмаила Османлы.

## Синопсис
Фильм жанра лирико-психологическая драма. Съёмки фильма проходили в одном из небольших поселений Абшерона. Здесь героиня встречается с разными людьми.

## Сюжет
Тахир (Эмин Гафарзаде) и Васиф (Фикрет Мамедов) проводят все свои летние каникулы на берегу моря и занимаются рыбалкой. Васиф также хочет иметь лодку с одним двигателем для ловли рыбы. В его доме живет пожилой мужчина (Исмаил Османлы). Тахир также часто приглашает в дом человека, который рассказывал истории из прошлого и будущего. В то время в поселке появился богач по имени Рашид (Гасан Турабов). Он начинает тратить много денег в казну. После того, как старик умирает, Рашид ищет способы прибрать сад старика в свои руки. Весь этот маленький сюрприз расстроил молодого Тахира. И из-за вины Рашида его сосед Камиль (Видади Алиев) также пострадал от своей семьи. Но в городе есть хорошие люди. Маленькие поклонники Тахира начинают выбирать друг друга и начинают ценить их...

## Создатели фильма

### В ролях
- Эмин Гафарзаде — Тахир
- Фикрет Мамедов — Васиф
- Гасан Турабов — Рашид
- Гюльшан Курбанова — Адиля
- Фирангиз Шарифова — бабушка
- Исмаил Османлы — Шахларбек
- Видади Алиев — Камиль
- Севиль Расулова — Наиля
- С. Сулейманова — Ханымама
- Яшар Нури — врач

### Административная группа
- оригинальный текст и автор сценария: Максуд Ибрагимбеков
- режиссёр-постановщик: Шамиль Махмудбеков
- оператор-постановщик: Ариф Нариманбеков
- художник-постановщик: Камиль Наджафзаде
- композитор: Эмин Сабитоглу